# Jützenbach
Jützenbach ist ein Dorf im thüringischen Landkreis Eichsfeld. Seit dem 1. Dezember 2011 ist die vormals selbständige Gemeinde ein Ortsteil der Landgemeinde Sonnenstein.

## Geschichte
Jützenbach wird 1124 erstmals in der Richardis-Urkunde erwähnt und zählte zu den Klosterdörfern der Benediktinerabtei Kloster Gerode. Landesherr war bis zur Säkularisation Kurmainz. Von 1815 bis 1944 war der Ort dann Teil der preußischen Provinz Sachsen.
In Jützenbach arbeiteten ab Dezember 1939 fünf polnische Zwangsarbeiter 1942 kamen zwei weitere dazu. Der Domäne Wenderhütte wurde eine, heute nicht genau ermittelbare, Anzahl an polnischen Zwangsarbeitern zugeteilt. Der Paterhof erhielt zwei ukrainische Zwangsarbeiter.
Ab 1945 war Jützenbach Teil der sowjetischen Besatzungszone und ab 1949 Teil der DDR. Von 1961 bis zur Wende und Wiedervereinigung 1989/1990 lag der Ort nahe der innerdeutschen Grenze. Seit 1990 ist Jützenbach Teil des neu gegründeten Bundeslandes Thüringen.
Am 1. Dezember 2011 schloss sich die Gemeinde Jützenbach mit den sieben anderen Gemeinden der Verwaltungsgemeinschaft Eichsfeld-Südharz zur Landgemeinde Sonnenstein zusammen.

### Einwohnerentwicklung
Entwicklung der Einwohnerzahl (31. Dezember):
| - 1994: 574 - 1995: 583 - 1996: 576 - 1997: 578 - 1998: 566 - 1999: 572 | - 2000: 565 - 2001: 568 - 2002: 556 - 2003: 556 - 2004: 554 - 2005: 563 | - 2006: 566 - 2007: 564 - 2008: 555 - 2009: 554 - 2010: 544 |

Datenquelle: Thüringer Landesamt für Statistik

## Bürgermeister
Der letzte ehrenamtliche Bürgermeister vor der Eingemeindung Bernward Brodhun (CDU) wurde am 6. Juni 2010 wiedergewählt.

## Wappen
Blasonierung: „In Rot schräglinks geteilt durch einen silbernen Wellenbalken; vorn eine silberne Bischofsmütze, hinten ein silbernes sechsspeichiges Rad.“

## Sehenswürdigkeiten

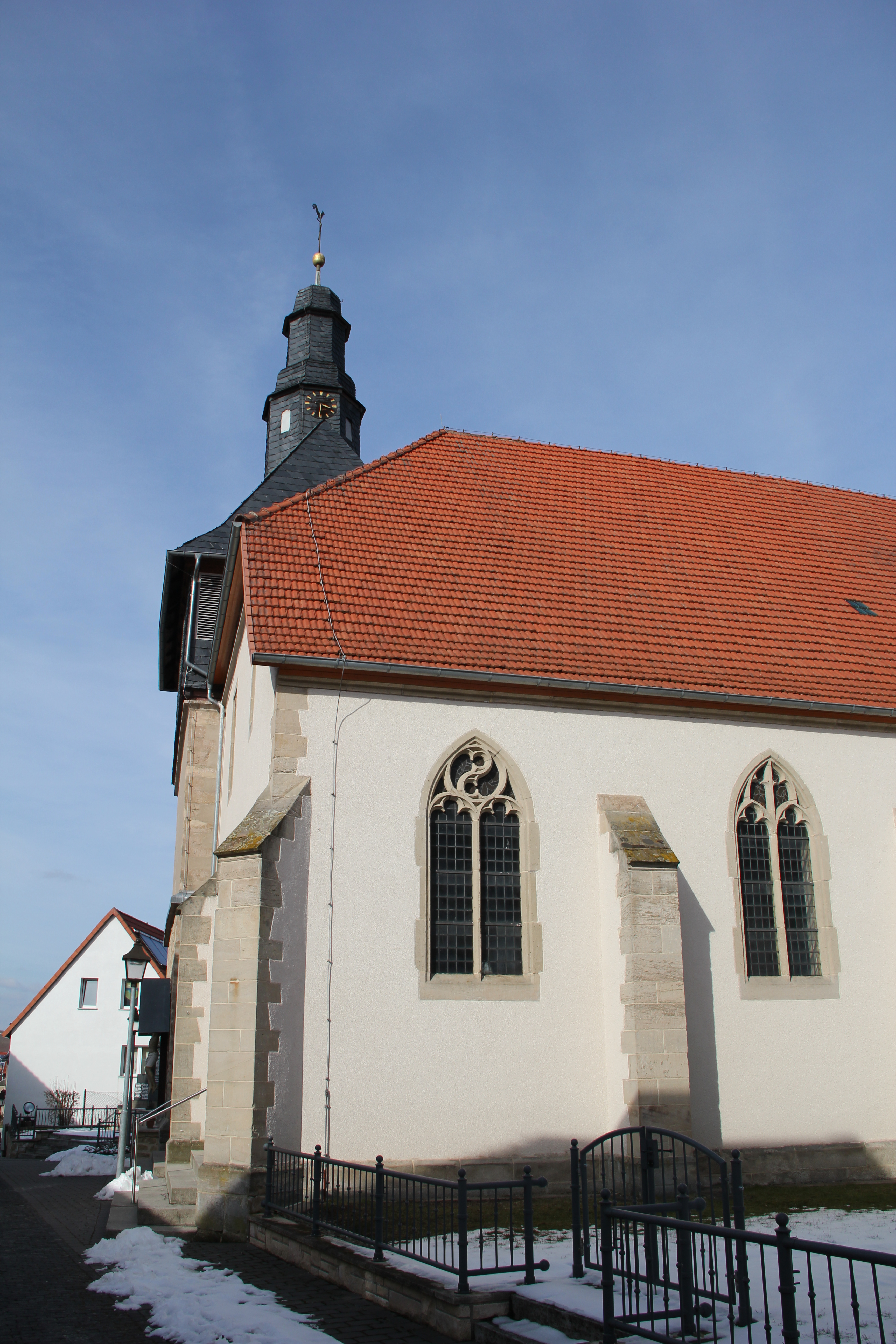
Römisch-katholische Kirche St. Johannes der Täufer in Jützenbach

- Kirche „St. Johannes der Täufer“, 1907 als Basilika mit Querhaus im neogotischen Baustil errichtet, der Turm ist hingegen aus dem beginnenden 14. Jahrhundert. Kirche mit Seitenaltären, Barockaltar und Pieta (aus der Klosterkirche Gerode). Der Barockaltar wurde nach 1907 aus den Elementen des Altares der Vorgängerkirche gefertigt. Die Engel, die Säulen und die Johannesschüssel sind Elemente des Altares, der um 1695 hergestellt wurde. Weitere Elemente befinden sich im Kircheninneren am Turm.
- Bildstöcke im Himmeltal, in der Neuen Straße und in der Hinterstraße
- zahlreiche denkmalgeschützte Fachwerkhäuser im Ortskern
- Stieleiche an der Neuen Straße, Naturdenkmal seit 2001
- Grünes Band von etwa 3,3 km länge an der westlichen Gemarkungsgrenze mit Kolonnenweg an der ehemaligen Grenze

## Verkehr
Durch Jützenbach führt die Landesstraße 1012, Bushaltestellen befinden sich in Jützenbach Mitte und Jützenbach Sportplatz.

### Haltepunkt Jützenbach

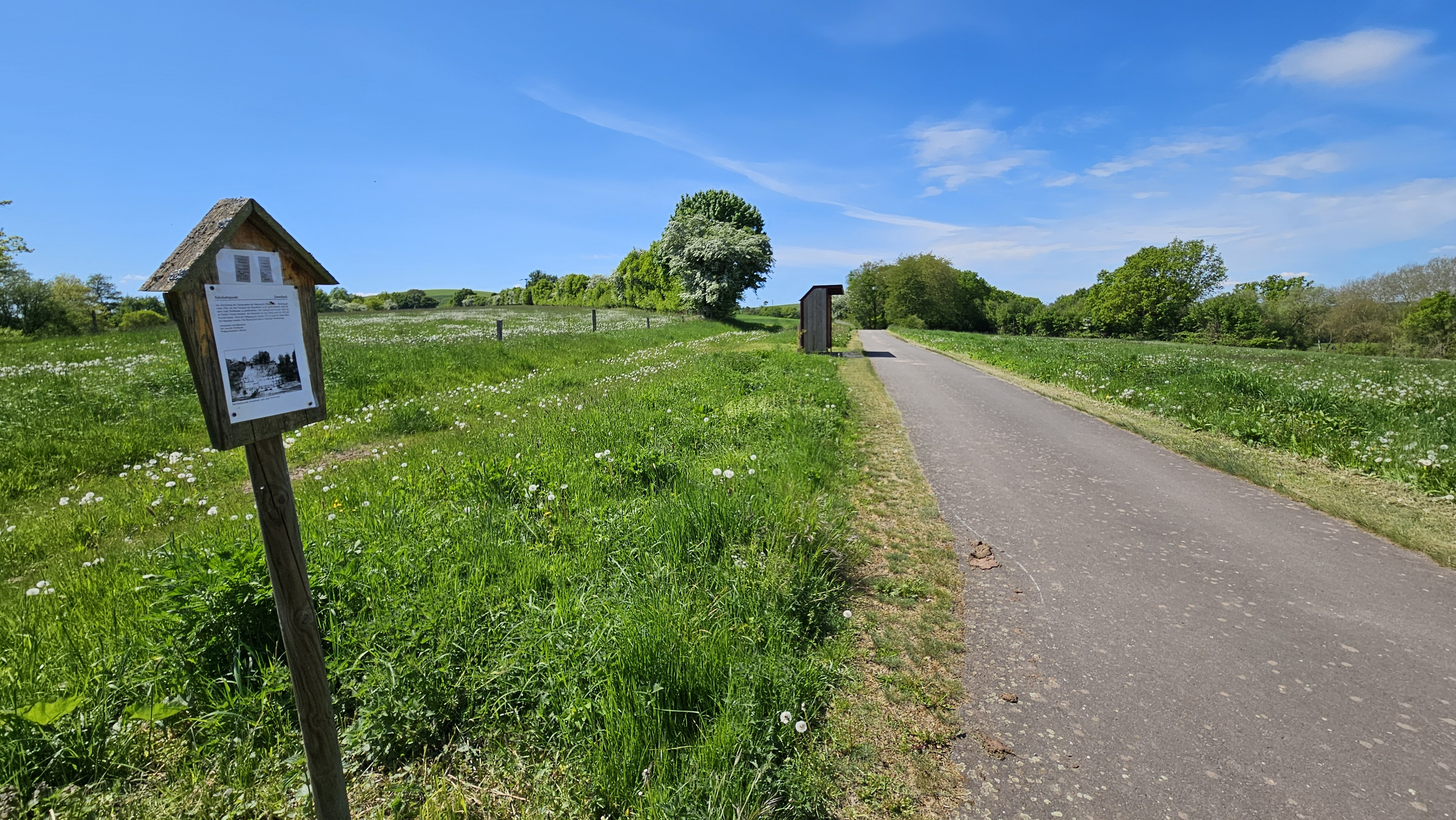
Standort des ehemaligen Haltepunktes Jützenbach

Jützenbach lag an der Bahnstrecke Bleicherode–Herzberg, der einfache Haltepunkt am Streckenkilometer 24,10 wurde erst im Jahr 1946 eingerichtet. Er diente vornehmlich der Beförderung von Arbeitskräften zum Wiederaufbau der Stadt Nordhausen. In öffentlichen Fahrplanunterlagen wurde die Haltestelle erst ab Oktober 1949 erwähnt. Am Haltepunkt gab es ein einstöckiges Fachwerkgebäude mit Steildach. Es war bis 1960 bewohnt und bis 1969 mit Dienstpersonal besetzt. Im Jahr 1972 wurde die Bahnstrecke nördlich von Bischofferode stillgelegt und danach wurden alle Bahnanlagen zurückgebaut. Heute verläuft hier ein Bahntrassenradweg zwischen Zwinge und Weißenborn-Lüderode.

## Söhne und Töchter des Ortes
- Harry Böseke (1950–2015), Schriftsteller
- Pater Johannes Hotze (1886– ?), Lazaristenpater, war unter anderem Professor für Kirchengeschichte und christliche Soziallehre am Priesterseminar in San Jose in Costa Rica